# جوليان والش
جوليان والش (باليابانية: ウォルシュ・ジュリアン) هو عداء سريع ياباني وجامايكي، ولد في 18 سبتمبر 1996 في كينغستون في جامايكا.

## وصلات خارجية
- جوليان والش على موقع الاتحاد الدولي لألعاب القوى (الإنجليزية)
- جوليان والش على موقع الرابطة اليابانية لاتحادات ألعاب القوى (اليابانية)
- جوليان والش على موقع اللجنة الأولمبية الدولية (الإنجليزية)
- جوليان والش على موقع أوليمبيديا (الإنجليزية)